# フロッツァ・オルセオロ
フロッツァ・オルセオロ（イタリア語：Frozza Orseolo, 1015年 - 1071年2月17日）は、オーストリア辺境伯アーダルベルトの妃。

## 生涯
フロッツァはヴェネツィアのドージェであるオットーネ・オルセオロとハンガリー王イシュトヴァーン1世の妹グリメルダ（Árpád-házi Grimelda）の間の娘で、ピエトロ2世・オルセオロの孫に当たる。兄はハンガリー王ペーテルである。
フロッツァはオーストリア辺境伯アーダルベルトと結婚し、後に名前をアーデルハイトとした。アーダルベルトとの間に1男エルンストをもうけた。